# Большие Можары
Большие Можары — село в Сараевском районе Рязанской области России, входит в состав Можарского сельского поселения.

## Географическое положение
Село расположено на берегу реки Пара с юга примыкает к центру поселения селу Меньшие Можары, в 15 км на север от райцентра посёлка Сараи.

## История
Можары в качестве нового починка упоминаются в окладных книгах 1676 года, где при церкви Архангела Михаила показаны дворы попов, дьячков и пономарей. В 1751 году деревянная церковь сгорела от молнии, в июне того же года иерей Лука Федоров, староста Осип Савельев да выборный от прихожан Гавриил Федоров просил у епархиального начальства дозволение на построение новой деревянной церкви в честь Архистратига Михаила и придела в честь святого Николая, которая и была освящена в конце того же года. В 1802 года церковь эту, согласно просьбе иерея Феодора Феофилактова и прихожан, дозволено было перенесть на другое место. Престол в честь св. Николая был освящен в октябре 1806 года, но в 1810 году по причине случившевого близ церкви пожара, престол этот был сдвинут с места, а иконостас поломан. Сельская школа, помещавшаяся в особо устроенном для неё доме открыта была в 1860 году. 
В XIX — начале XX века село входило в состав Можаровской волости Сапожковского уезда Рязанской губернии. В 1906 году в селе было 302 двора.
С 1929 года село являлось центром Больше-Можарского сельсовета Сапожковского района Рязанского округа Московской области, с 1935 года — в составе Можарского района, с 1937 года — в составе Рязанской области, с 1959 года — в составе Сараевского района, с 2005 года — в составе Можарского сельского поселения.

## Население
| 1859 | 1897 | 1906 | 2010 |
| ---- | ---- | ---- | ---- |
| 611  | ↗707 | ↗764 | ↘595 |

## Известные люди
В селе родился историк Матвей Кузьмич Любавский и патологоанатом Татьяна Павловна Виноградова.